# S (metro de Nueva York)
| \| S ESPECIAL \|                                         |
| Logo en los vagones R1 para servicios especiales del IND |
| S ESPECIAL                                               |

Tres servicios en el metro de Nueva York están designados como S (shuttle o servicio de lanzara en español). Estos son servicios cortos que sirven para conectar a pasajeros en conexiones más largas. 
- 42nd Street Shuttle (también llamada Grand Central/Times Square Shuttle)
- Rockaway Park Shuttle (también llamada Rockaway Shuttle)
- Franklin Avenue Shuttle

Los siguientes servicios operan como shuttles durante las horas del horario laboral , pero no están designadas como S:
- 3 durante los domingo por la mañana (Lenox Shuttle), originalmente como SS
- 5 durante la noche (Dyre Avenue Shuttle), originalmente como SS
- A durante la noche (Lefferts Boulevard Shuttle)
- M por las mañanas, fines de semana y noches (Myrtle Avenue Shuttle), originalmente como SS
- R por la noche (Bay Ridge Shuttle)

## Usos anteriores
Anteriormente otras líneas ya habían sido asignadas con la letra S; el símbolo también ya había sido usada para shuttles temporales debido a su construcción. Antes de 1986, todos los shuttles ya tenían las letras SS, y la letra S estaba reservada para  servicios 'especiales', incluyendo a los trenes IND hasta  Aqueduct Racetrack. Las letras SS fueron usadas por primera vez en 1967, cuando todos los servicios fueron nombrados debido a la competición con la apertura de la nueva conexión de la Calle Chrystie.
Vea los artículos sobre el antiguo Court Street Shuttle y la nueva Rockaway Shuttle. Vea el servicio 8 para el antiguo shuttle de la Tercera Avenida en el Bronx (mostrada como shuttle en los letreros). Archivado el 3 de junio de 2011 en Wayback Machine.
Usos anteriores para las designaciones de la S o SS:
- Bowling Green-South Ferry Shuttle (1909-1977)
- Culver Shuttle (1954-1975)
- 63rd Street Shuttle (1997-2001)
- Grand Street Shuttle (2001-2005)

### Lenox Terminal Shuttle (1905?-ca. 1970)
Lenox Terminal Shuttle (también conocida como Lenox Shuttle y Lenox Avenue Shuttle) operaba entre la calle 148 y la calle 135 cuando el servicio 3 no opera. Antes del 13 de mayo de 1968 era la 145th Street Shuttle, operando solamente hasta la calle 145, y solo desde las 21:00 a las 01:00  horas. Inicio operaciones en 1918, y pudo haber empezado a operar por primera vez desde 1905, cuando la línea White Plains Road abrió a la línea de la Avenida Lenox.
Cuando la extensión de la calle 148 abrió, las horas de servicio fueron extendidas para que operase todo el tiempo. Después entre 1969 y 1972 fue incorporada al servicio 3, pero siguió operando simplemente como un shuttle durante ese tiempo. Los servicios de media noche duró solamente hasta la mañana del 10 de septiembre de 1995.
El servicio 3 ahora opera todo el tiempo pero solamente durante la noche, aunque el shuttle opera los domingo por la mañana desde las 06:00 A.M. hasta las 08:30 A.M. cuando el servicio 3 solo opera al norte de la calle 135.

### Myrtle Avenue Shuttle (1969-ca. 1972)
Este solo duró alrededor de unos pocos años a partir de 1969, recogiendo a la multitud del servicio MJ, antes de que se uniera con el servicio M.

### Nassau Street Shuttle (1999)
Este solo duró hasta 1999 durante la rehabilitación del puente Williamsburg, proveyendo servicio a Manhattan  para el servicio J, M y Z. Este shuttle operaba desde las 06:00 a las 22:00 diariamente desde la calle Essex hacia la calle Broad y en la (calle Chambers los fines de semana).